# Aleksander Rybnik

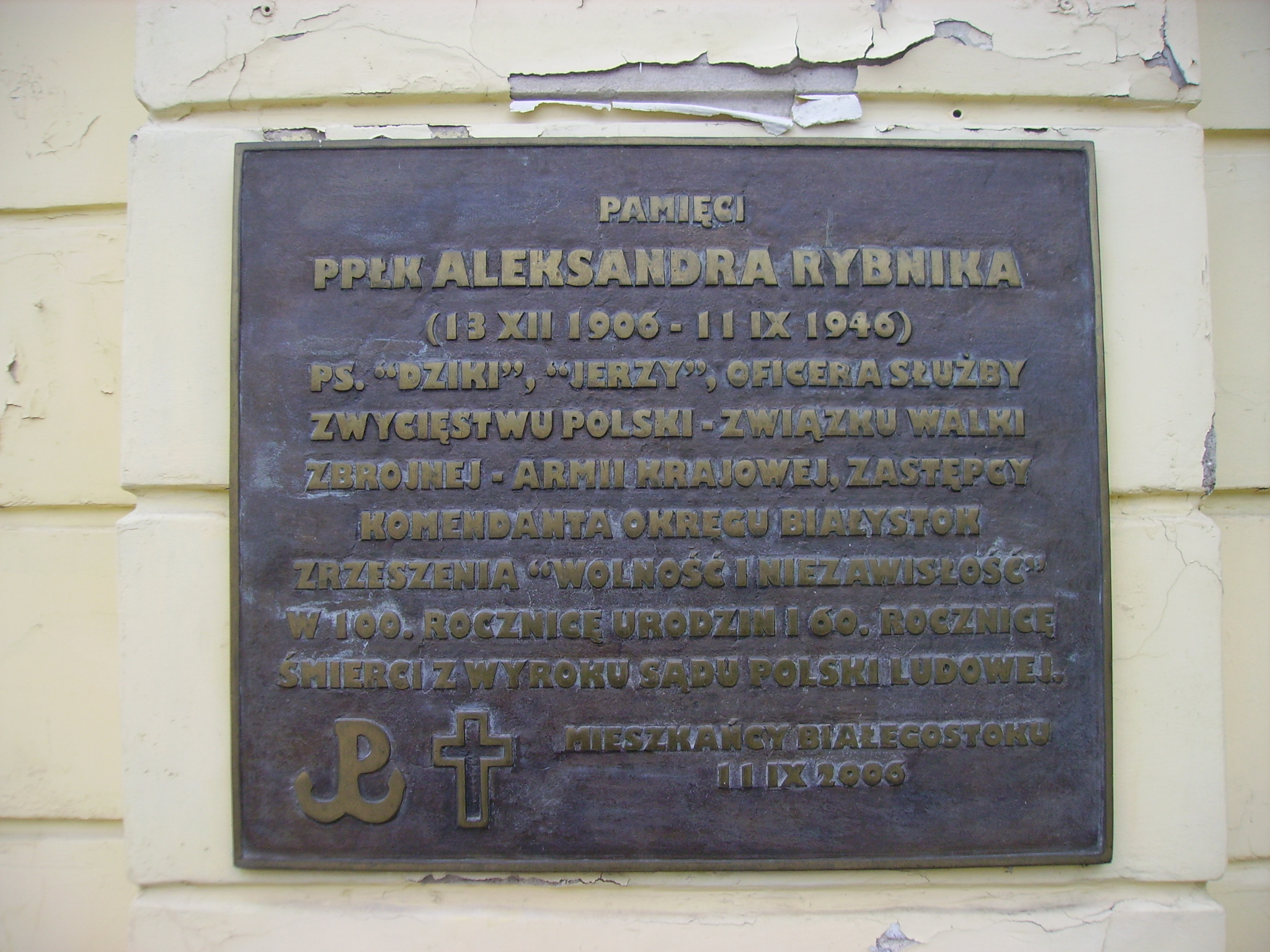
Tablica na budynku kina „Ton” w Białymstoku

Aleksander Rybnik ps. „Aleksy”, „Dziki”, „Jerzy” (ur. 13 grudnia 1906 w Starosielcach, zm. 11 września 1946 w Białymstoku) – podpułkownik piechoty Wojska Polskiego.

## Życiorys
W latach 1927–1930 był podchorążym Szkoły Podchorążych Piechoty w Ostrowi Mazowieckiej. 15 sierpnia 1930 roku został mianowany podporucznikiem ze starszeństwem z dniem 15 sierpnia 1930 roku i 42. lokatą w korpusie oficerów piechoty i przydzielony do 78 pułku piechoty w Baranowiczach. W okresie od 30 listopada 1938 roku do 20 marca 1939 roku dowodził 4 kompanią strzelecką batalionu KOP „Wołożyn”. Walczył w kampanii wrześniowej 1939 roku, jako dowódcą kompanii piechoty Korpusu Ochrony Pogranicza.
W kwietniu 1941 roku został komendantem garnizonu Wilno. Aresztowany 12 kwietnia, miał być wywieziony na Syberię. Udało mu się uciec z transportu kolejowego 22 czerwca, podczas bombardowania przez Niemców dworca kolejowego. W pierwszych dniach 1942 roku został mianowany komendantem Obwodu Armii Krajowej Słonim. Zagrożony aresztowaniem, w drugiej połowie 1943 roku schronił się na terenie województwa białostockiego, gdzie 10 grudnia został pełniącym obowiązki komendanta Obwodu Białystok Powiat, który wchodził w skład Inspektoratu Białostockiego AK. Od października 1944 roku był inspektorem Inspektoratu Białostockiego AK.
8 lipca 1945 roku w Puszczy Knyszyńskiej dowodząc zgrupowaniem AKO „Piotrków” stoczył zwycięską bitwę pod Ogółami z 1 pułkiem piechoty ludowego WP oraz funkcjonariuszami UB wspartego artylerią oraz przez Sowietów, przy minimalnych stratach własnych uniknął okrążenia.
W październiku 1945 roku mianowany zastępcą Prezesa Okręgu Białystok Wolność i Niezawisłość. Jednocześnie zachował stanowisko inspektora suwalsko-augustowskiego i białostocko-sokólskiego. Został aresztowany 19 kwietnia 1946 roku we wsi Rybaki, przez grupę Wojska Polskiego pozorującą oddział Narodowego Zjednoczenia Wojskowego. Sądzony w pokazowym procesie Inspektoratu Suwalsko-Augustowskiego WiN (24 oskarżonych), który odbywał się w sali białostockiego kina „Ton” w dniach 18–20 lipca 1946 roku. Proces był szeroko opisywany w prasie. Rybnika wraz z sześcioma podwładnymi skazano na karę śmierci. Wyrok został wykonany 11 września 1946 roku w białostockim więzieniu. Miejsce pochówku do chwili obecnej pozostaje nieznane.
11 września 2006 roku na ścianie budynku kina „Ton” w Białymstoku została umieszczona tablica „Pamięci ppłk. Aleksandra Rybnika”.

## Ordery i odznaczenia
- Krzyż Srebrny Orderu Wojskowego Virtuti Militari (1945)
- Krzyż Walecznych (1943)